# Marionina triplex
Marionina triplex is een ringworm uit de familie van de Enchytraeidae. De wetenschappelijke naam van de soort is voor het eerst geldig gepubliceerd in 2007 door Matamoros, Yildiz & Erséus.